# Thomas Sowell
Thomas Sowell (født 30. juni 1930 Gastonia, North Carolina) er en amerikansk økonom, kommentator, forfatter og politisk tænker med liberalkonservative/nyliberale standpunkter.
Han har skrevet bøger, der blandt andet forsvarer fri markedsøkonomi og kritiserer positiv særbehandling. Sowell er professor ved Stanford University.
Thomas Sowell var 9 år gammel, da hans familie flyttede fra North Carolina til Harlem, New York City. I 1958 fik han sin kandidat ved Columbia University og i 1968 hans doktorgrad i økonomi fra universitetet i Chicago.